# Asile départemental de Loir-et-Cher
L’asile départemental de Loir-et-Cher (ou maison de Santé départementale de Blois) était une importante institution psychiatrique située à Blois, dans le quartier du Bourg-neuf, entre 1846 et 1943. Étendu sur plus de 70 hectares à son apogée, l'asile forme une véritable « cité des fous » en périphérie de la ville jusqu'à sa désaffectation par les Nazis durant l'Occupation.

## Histoire

### Antécédents
Sous l'Ancien Régime, aucune institution destinée à accueillir spécifiquement les malades mentaux n'existe à Blois et les « fous » sont généralement envoyés en prison, comme dans le reste de la France. Les choses commencent à changer à partir de la Révolution : les déséquilibrés les plus chanceux sont alors placés dans d'anciens couvents de la ville mais les autres sont encore incarcérés.
En 1827, un premier « asile d'aliénés » est finalement créé dans les jardins du bureau de bienfaisance, sur le site actuel du parking Monsabré, derrière la poste du château. Composée de 21 cellules inconfortables, cette institution peut recevoir jusqu'à 50 pensionnaires, ce qui se révèle rapidement insuffisant.
Incapable d'accueillir l'ensemble de ses malades, le conseil général de Loir-et-Cher passe, en 1839, un accord avec les autorités du Loiret pour que ces dernières prennent en charge les déséquilibrés du département. Cependant, les dépenses supplémentaires occasionnées par ces transferts de malades poussent le conseil général à fonder son propre asile départemental.

### Naissance de l'asile départemental

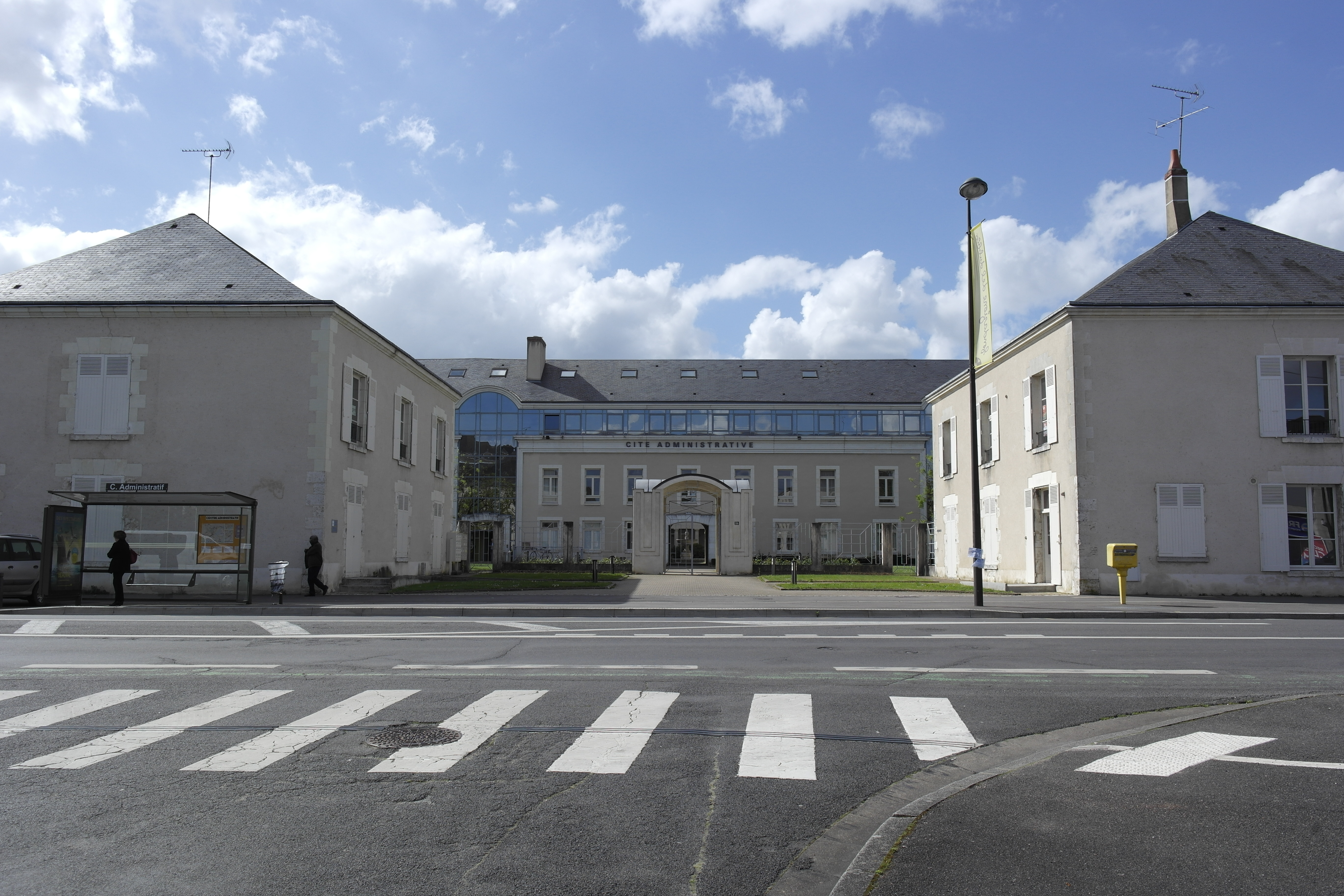
Les locaux de l'asile départemental abritent aujourd'hui la cité administrative (2015).

Un asile départemental est donc finalement installé avenue de Paris (actuelle avenue Maunoury), à Blois, en mai 1846. Placée sous la direction du docteur Ernest Billod (1819-1886), l'institution connaît un développement extrêmement rapide, passant de 77 internés en 1849 à 413 en 1852. Soucieux de réaliser un maximum de profits grâce à ses pensionnaires, le Dr Billod cherche en effet à multiplier leur nombre, ce qui lui vaut bientôt d'être révoqué pour mauvais traitements. 
Entre-temps, l'asile se voit doté de différents bâtiments, tous conçus par l'architecte départemental Alexandre Pinault. Situé au niveau du croisement entre l'avenue de Paris (actuelle avenue Maunoury) et l'avenue Paul-Reneaulme, le porche de l'hospice donne ainsi accès à une cour flanquée de la maison du directeur (à gauche) et d'un bâtiment administratif (à droite). Un second porche donne ensuite accès à la cour de l'asile proprement dit. Face à elle, apparaît une chapelle, desservie par un aumônier affecté directement à l'institution. À droite et à gauche de la cour, les quartiers des femmes et des hommes se divisent en différentes sections destinées aux malades tranquilles, gâteux et épileptiques, agités et pensionnaires aisés.
Au sein de l'établissement, différents ateliers (tissage, menuiserie, vannerie, saboterie, cordonnerie, taille et couture) fournissent des occupations aux patients en même temps qu'ils leur permettent de fabriquer les objets dont ils ont besoin dans leur quotidien. Des promenades, des activités de gymnastique, du chant et des séances de théâtre ou de lanterne magique s'ajoutent au programme des malades.

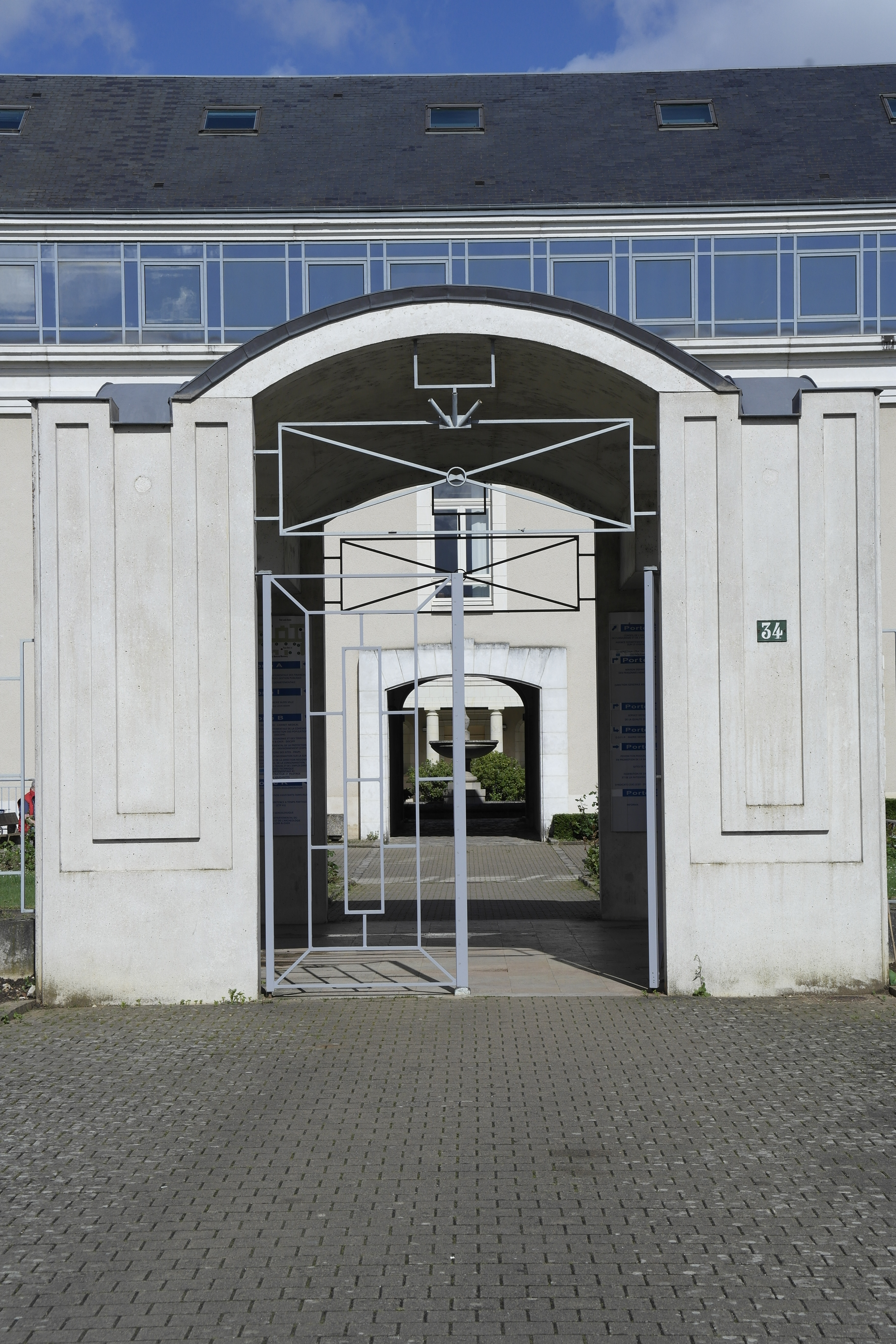
Actuel porche de la cité administrative (avenue Maunoury).
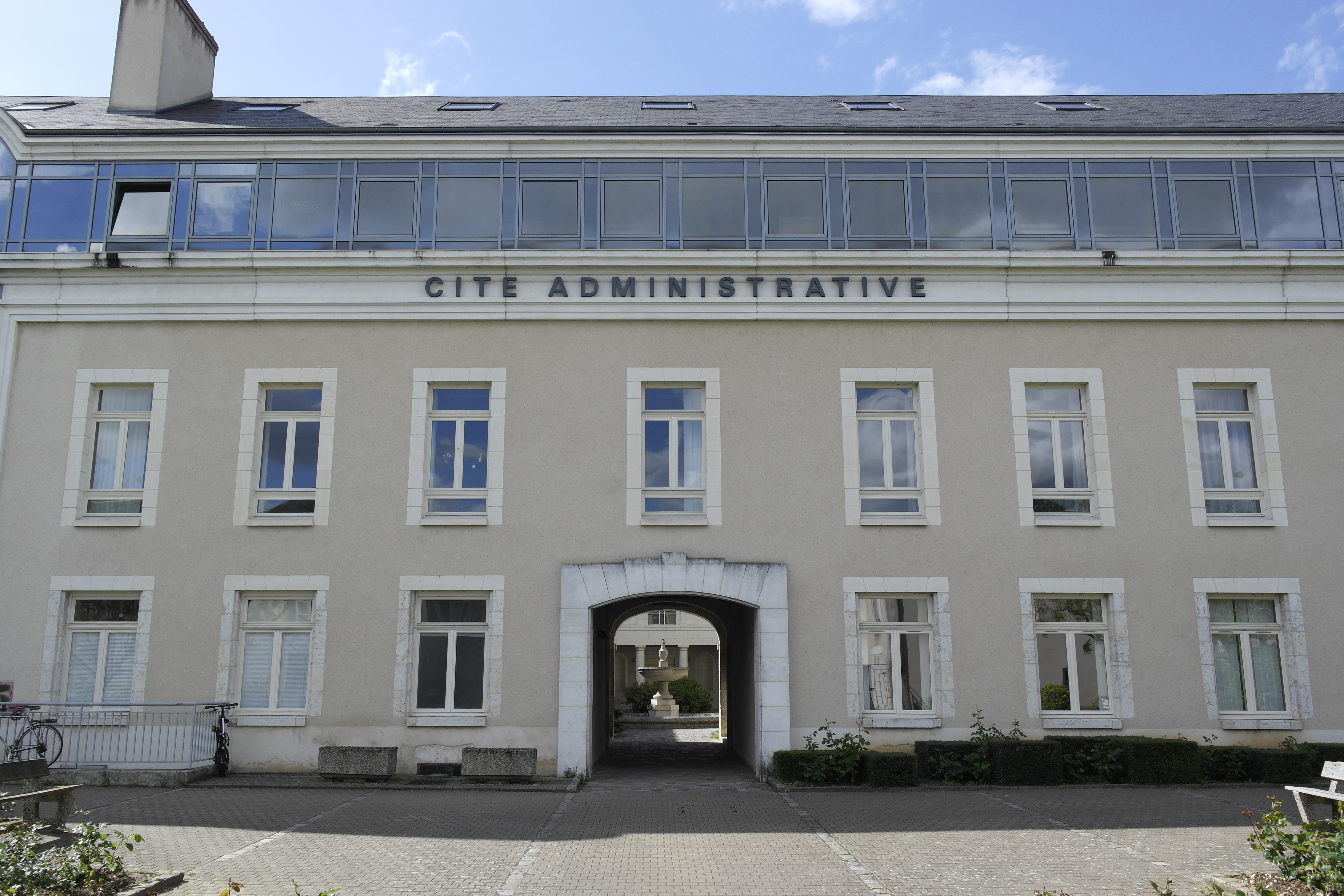
La cité administrative abritait auparavant l'asile départemental.
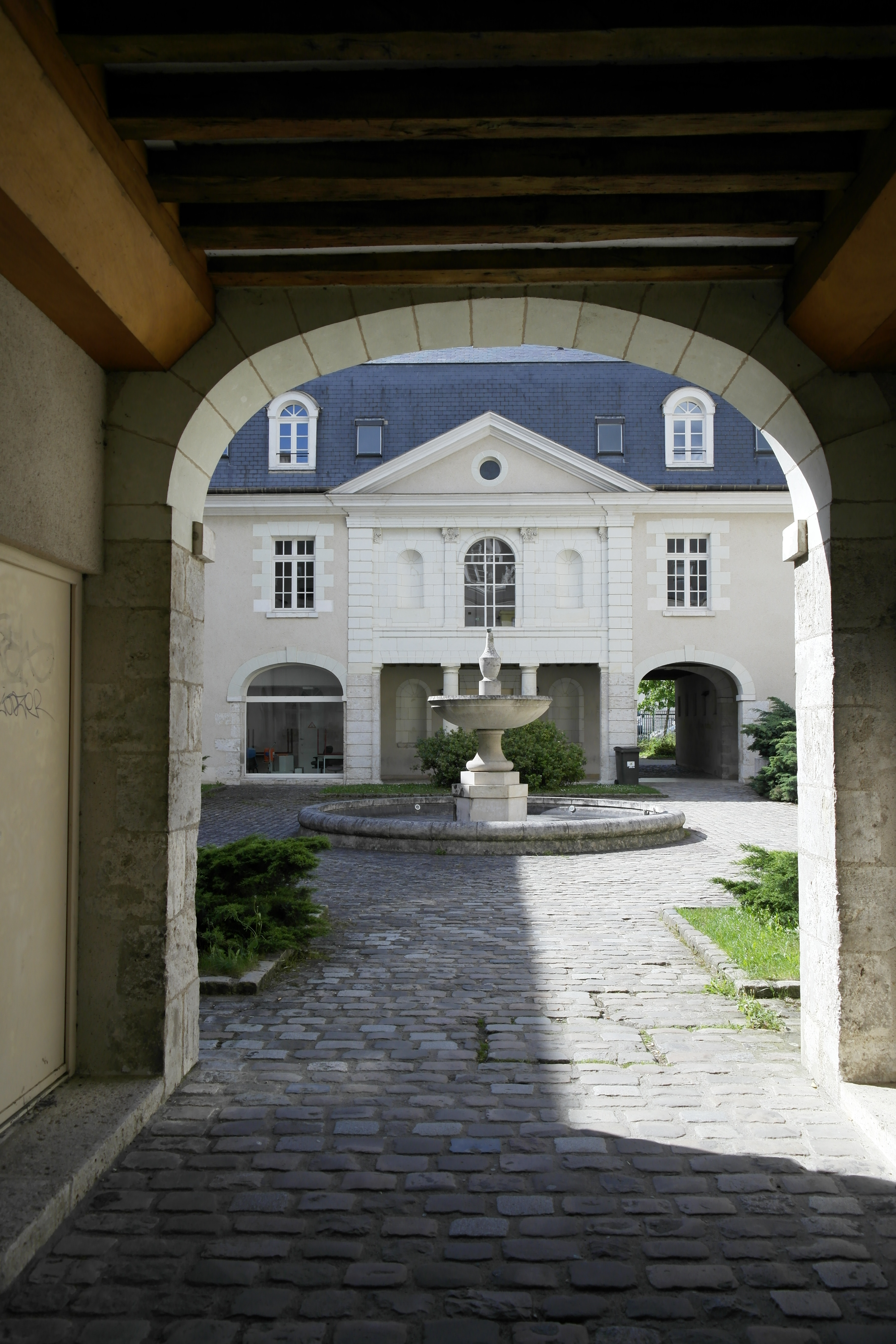
Entrée sud de la cour d'honneur de l'ancien asile.
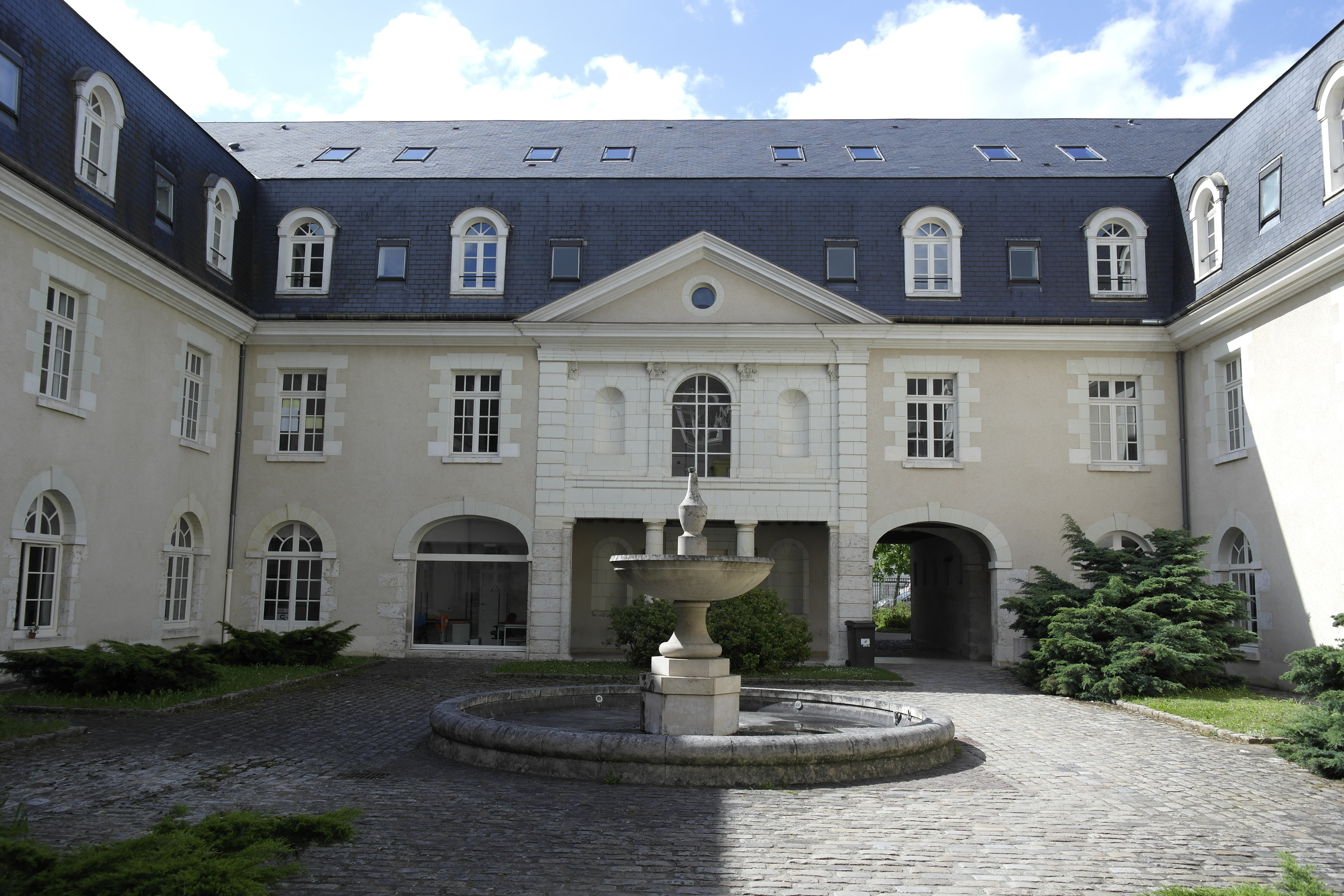
Cour d'honneur de l'ancien asile. L'aile nord abritait la chapelle de l'institution.
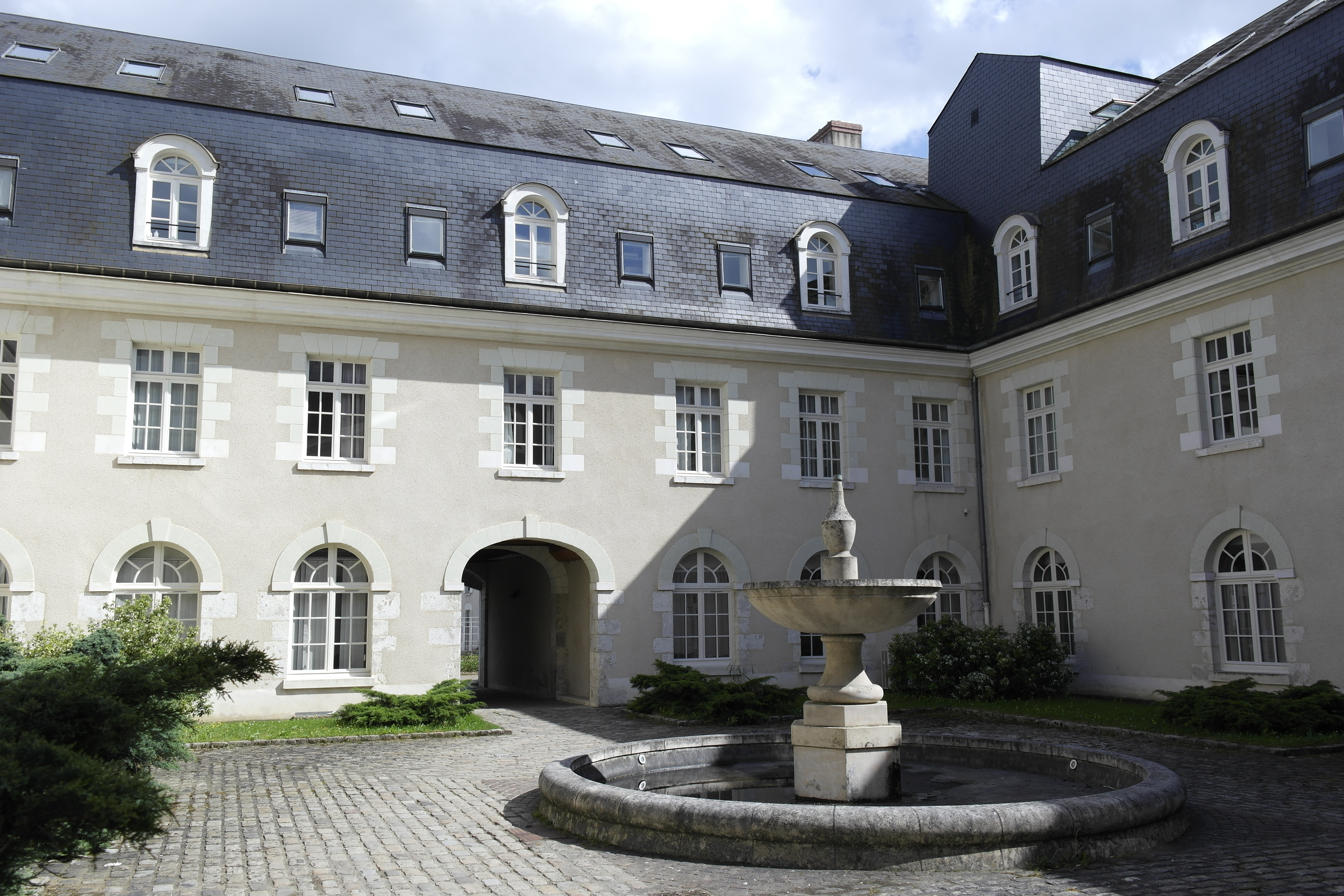
Cour d'honneur de l'ancien asile (façade sud).

### Entre agrandissement et incendie
En 1852, l'asile départemental s'agrandit d'un vaste domaine agricole, qui s'étend de l'avenue de Paris (actuelle avenue Maunoury) jusqu'au chemin des Lions (actuelle rue Honoré-de-Balzac). Composée d'une étable, d'une porcherie, d'une bergerie, d'un poulailler, d'une écurie et de zones de cultures, la ferme fournit à la fois du travail et « un élément puissant de santé et de bonheur pour les malades » (d'après le Dr Billod). De l'aveu même du directeur, elle permet en outre de faire des économies substantielles sur l'approvisionnement des pensionnaires et du personnel. 
La croissance de l'institution est cependant perturbée par un incendie qui éclate, le 13 août 1855, dans un grenier du quartier des hommes. Maîtrisé au bout de deux heures, le feu cause 18 500 francs de dégâts mais ne fait aucune victime. Bien assuré, l'asile est totalement restauré dès le 5 octobre suivant.

### Acquisition de la villa Saint-Lazare

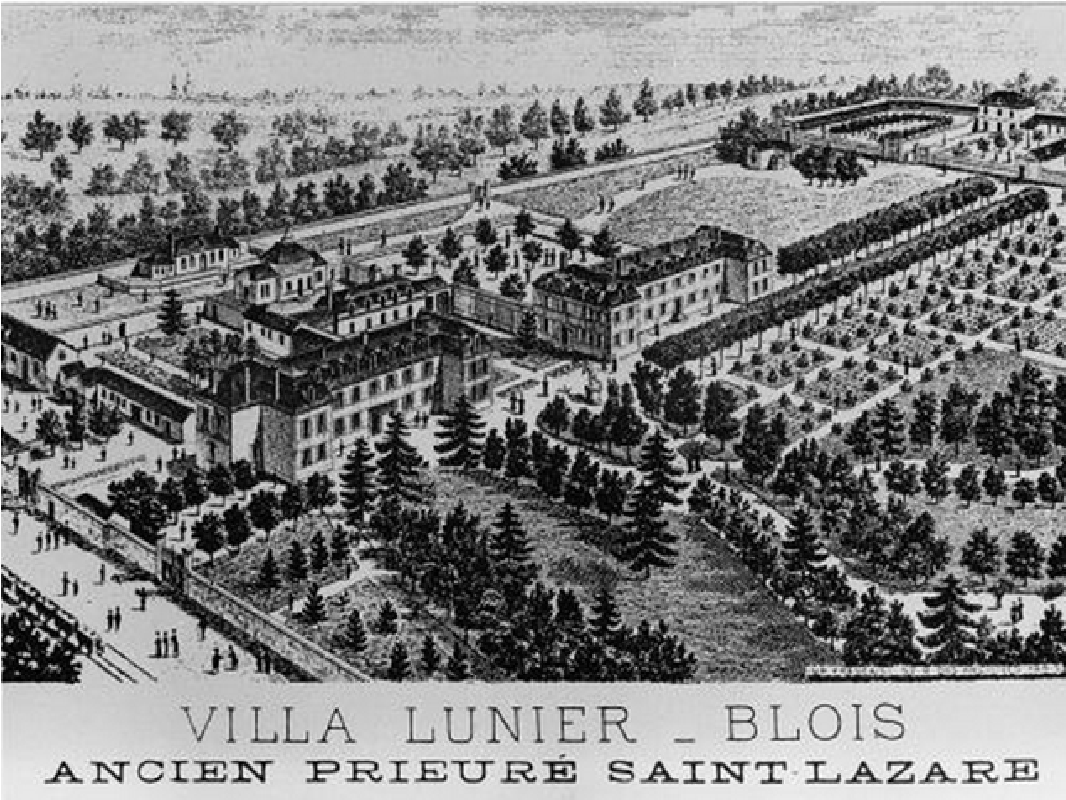
L'hospice Lunier à la fin du XIXe siècle. Gravure de L. Doutrebente.

En 1861, l'asile départemental s'étend à nouveau grâce à l'acquisition, par le Loir-et-Cher, de la villa Saint-Lazare et de son vaste parc de 11 hectares (qui appartiennent aujourd'hui à la cité scolaire Robert-Badinter). Nouveau directeur de l'institution, le docteur Jules Lunier (1822-1884) y aménage une clinique psychiatrique destinée à l'hébergement de malades aisés atteints de troubles nerveux.
Sous la direction de l'architecte Stanislas Beau, la villa Saint-Lazare est largement transformée à partir de 1872. À l'est de l'édifice originel (qui correspond aujourd'hui au bâtiment Hugo de la cité scolaire) est ainsi construit un second sur le même modèle : il s'agit de l'actuel bâtiment Lunier de la cité scolaire. Identique à la villa Saint-Lazare pour ce qui est de son plan et de son élévation, la villa Lunier en diffère par ses matériaux et sa modénature. Alors que le bâtiment le plus ancien est fait de calcaire de Beauce et de tuffeau, le nouveau utilise la pierre de Chauvigny. Situé en retrait par rapport à la villa Saint-Lazare et à la villa Lunier, un troisième édifice, de plus faible largeur, vient relier les deux précédents pour former une composition symétrique, typique de l'architecture hospitalière du XIXe siècle. Détruit vers 1970, ce dernier a laissé place au « bâtiment J » de la cité scolaire et à son actuel internat.
Par la suite, des constructions annexes sont ajoutées à l'ensemble principal. On peut ainsi citer un établissement thermal situé à l'arrière du bâtiment central de l'asile et une série de pavillons cossus dispersés à travers le parc. Destinés à l'isolement des malades les plus fortunés, ces pavillons de brique et de pierre couverts d'une toiture avec auvent de bois sont, pour la plupart, détruits dans les années 1970. Il n'en reste plus, aujourd'hui, que trois : « Les Tilleuls » (où se tiennent certains cours), « Les Glaïeuls » (aujourd'hui intégrée à la Maison des Lycéens) et « Les Acacias » (qui sert de logement de fonction).
Malgré l'importance des travaux réalisés pour intégrer la villa Saint-Lazare à l'asile départemental, son parc ne subit que des modifications mineures. Il est ainsi complété d'un verger et ponctué d'allées pour favoriser les promenades des patients du Dr Lunier.

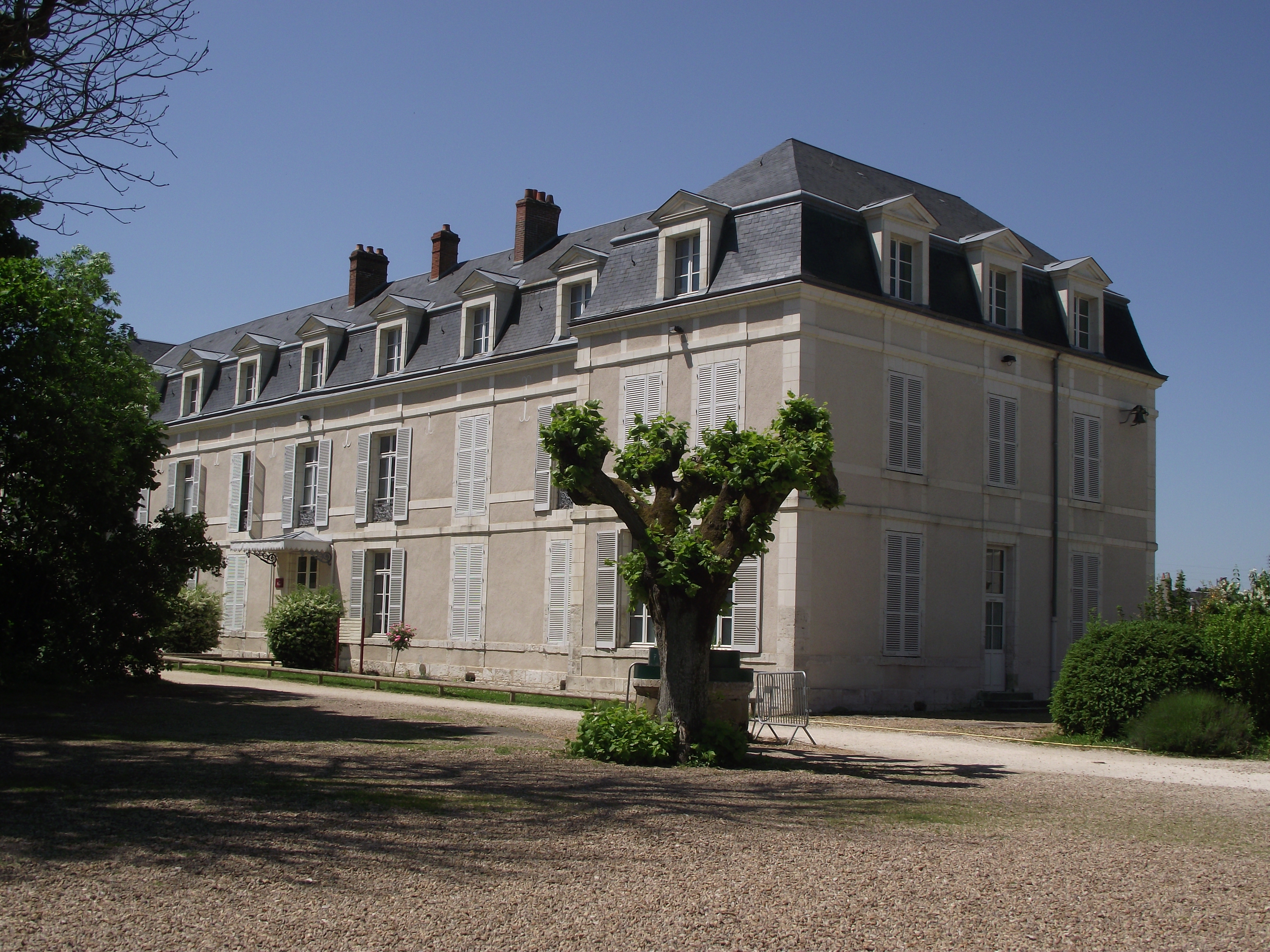
La villa Saint-Lazare est aujourd'hui le bâtiment Hugo de la cité scolaire Robert-Badinter.
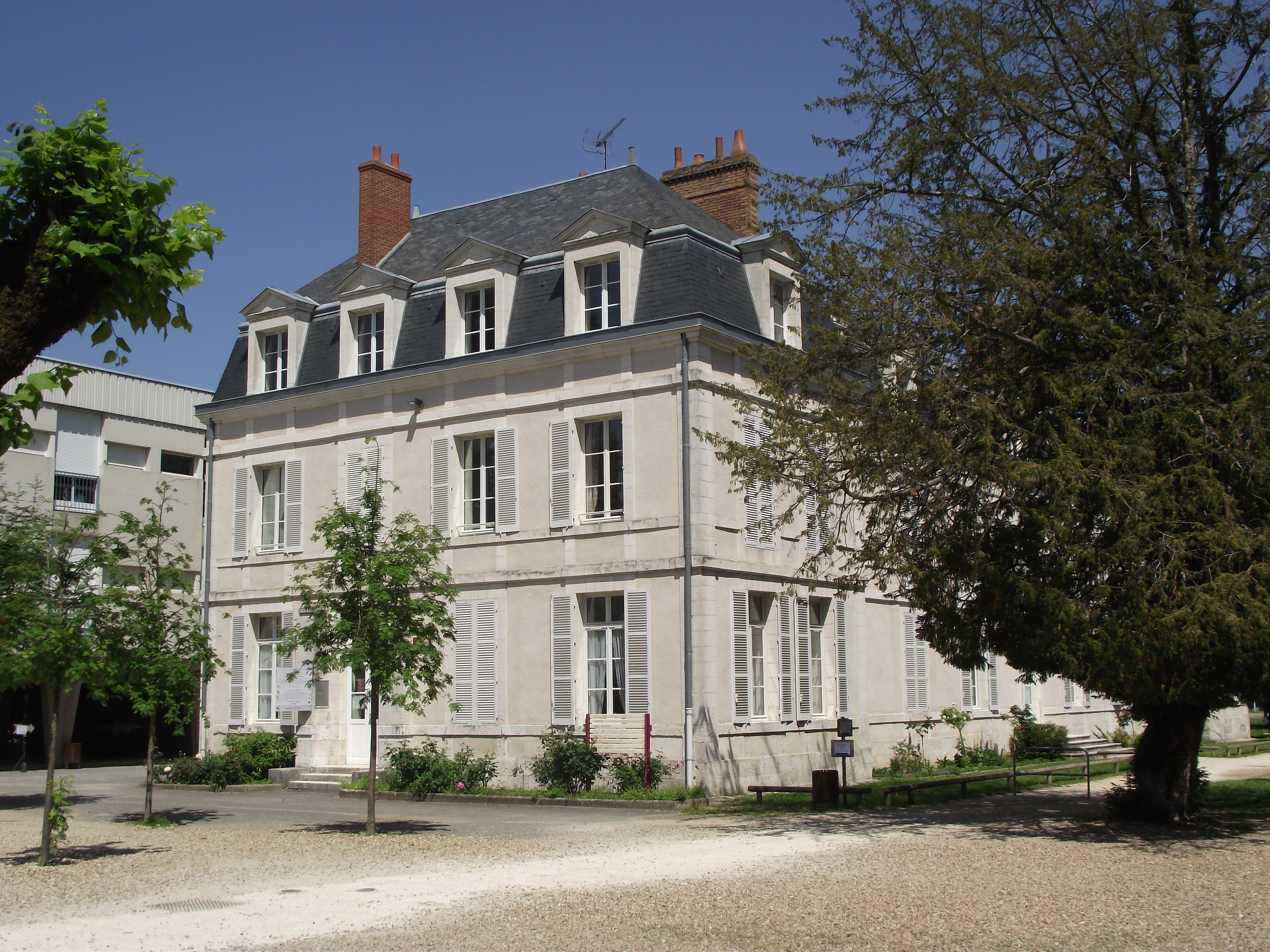
La villa Lunier abrite aujourd'hui l'administration de la cité scolaire.
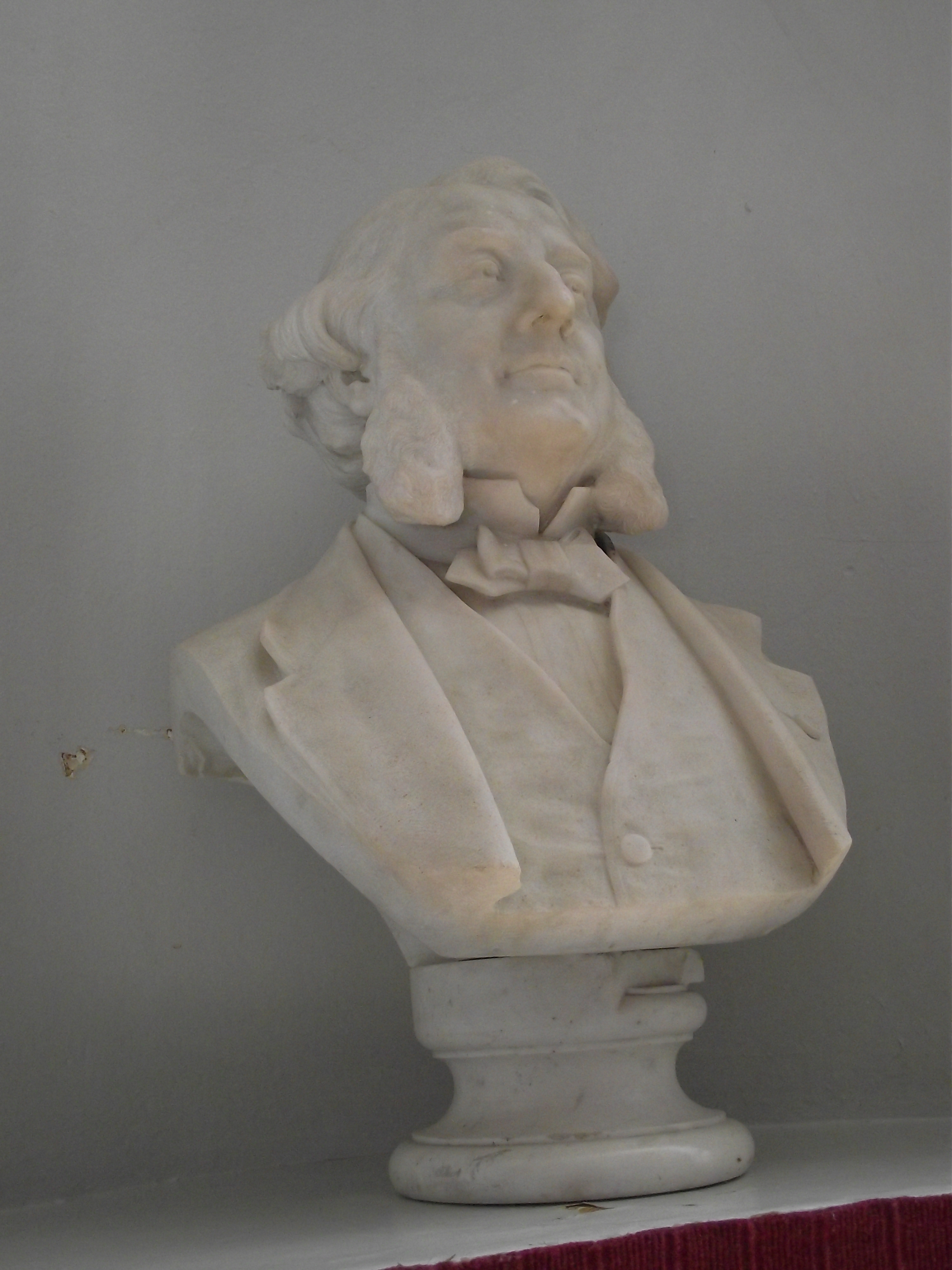
Buste du Dr Jules Lunier par Louis Schrœder.
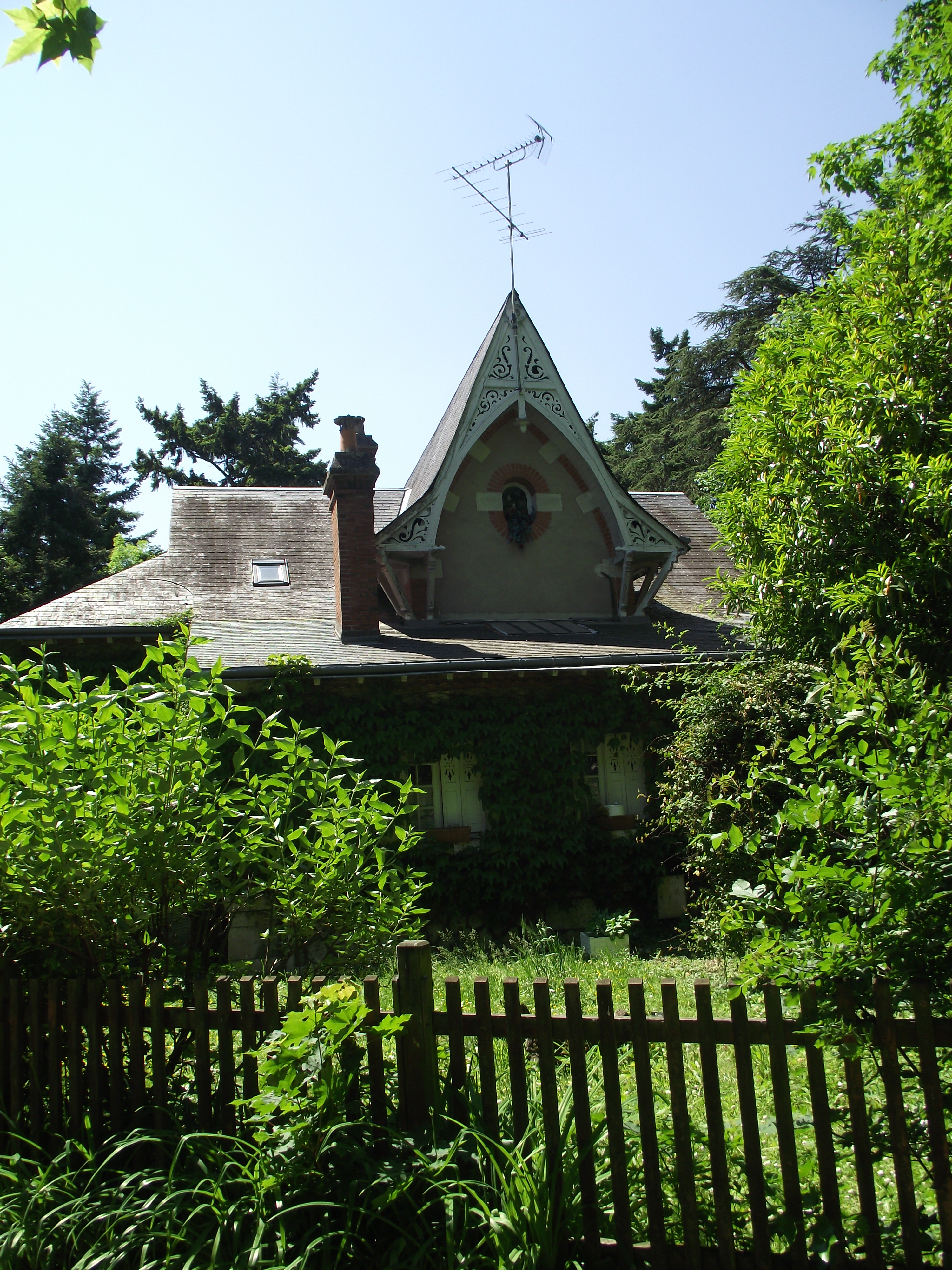
Initialement destinée à de riches déments, la villa « Les Acacias » est aujourd'hui la résidence de l'Intendant de la cité scolaire.
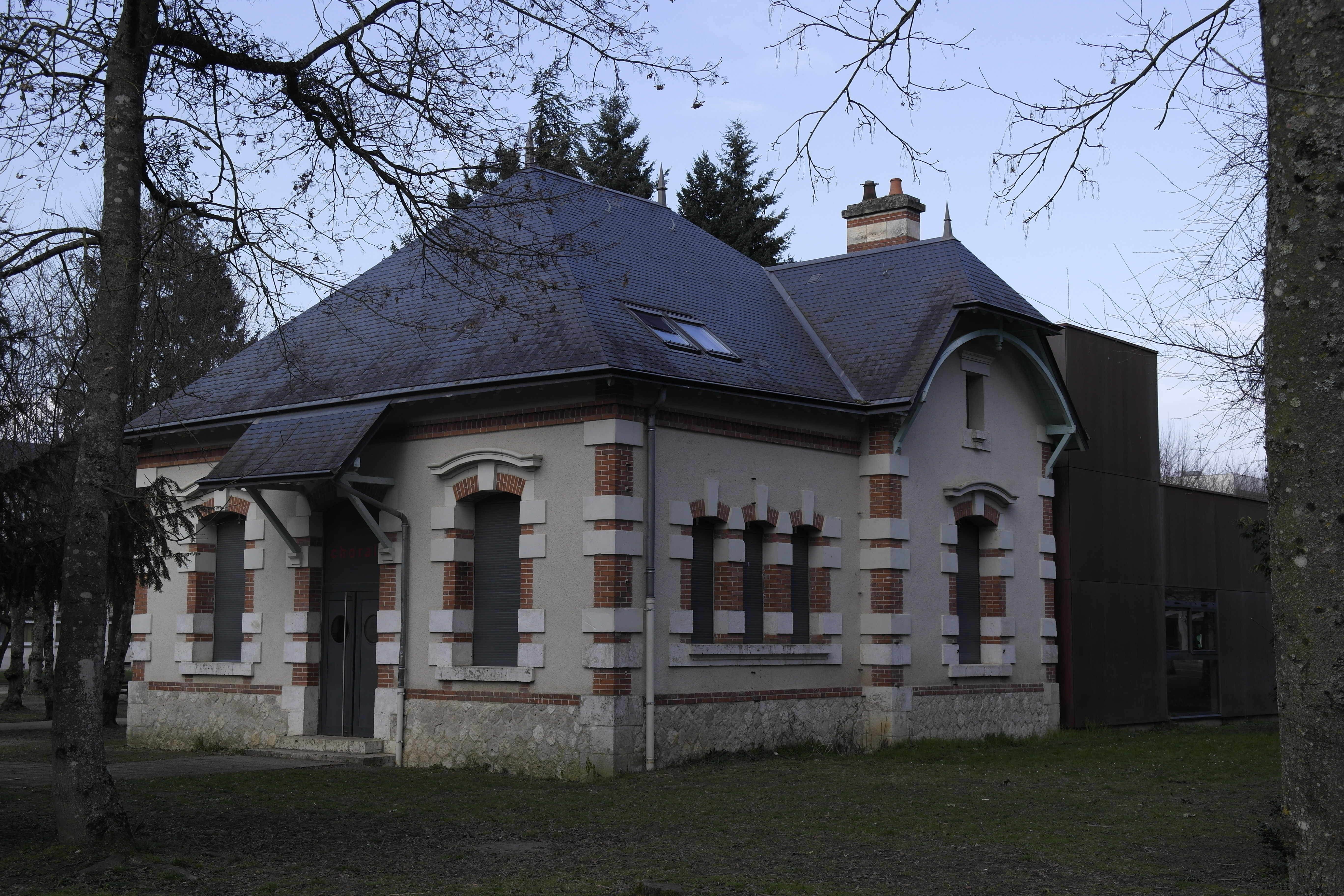
La villa « Les Glaïeuls » est aujourd'hui intégrée à la Maison des Lycéens.

### Nouveaux agrandissements

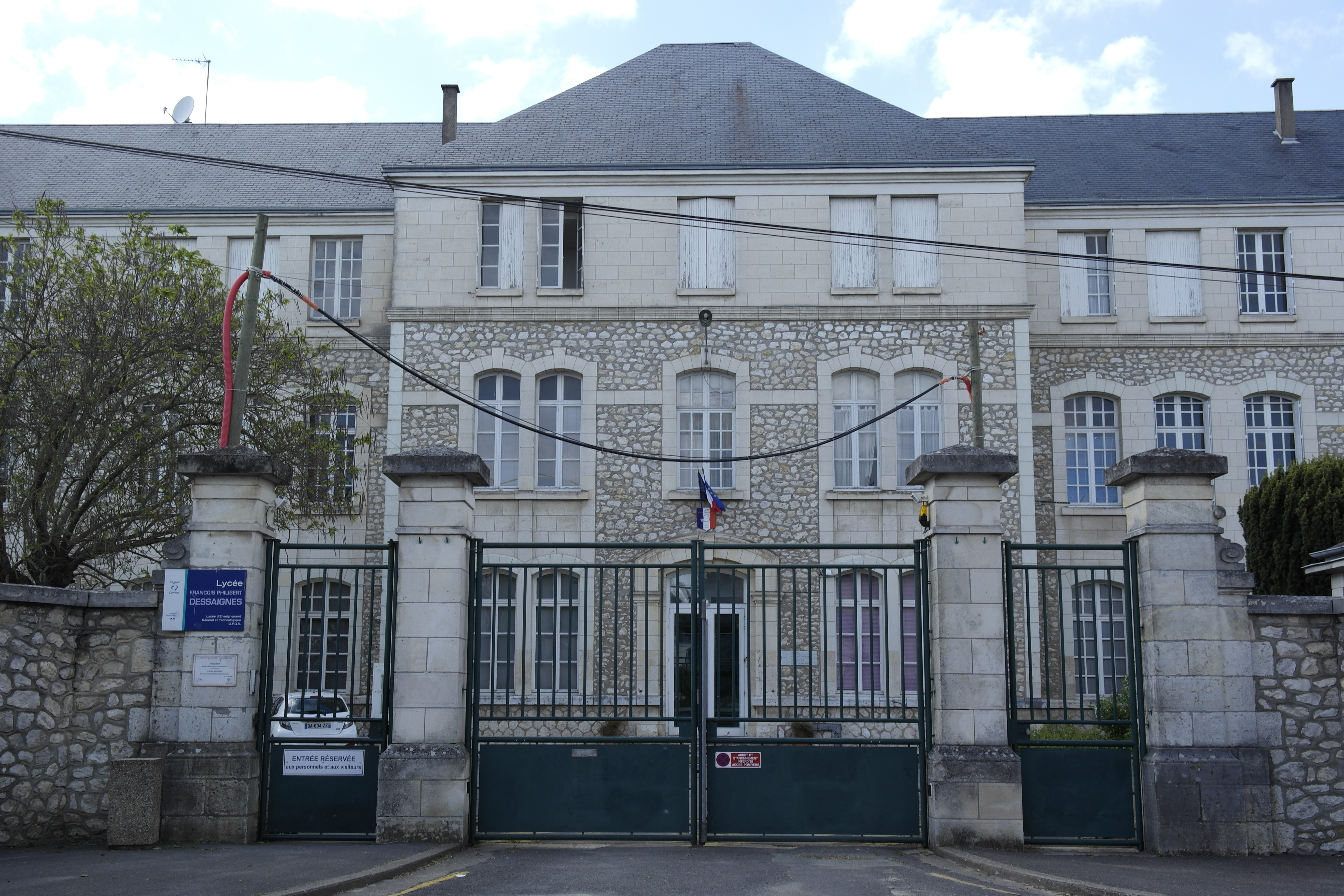
L'hospice Dessaignes a laissé place au lycée du même nom (2015).

Au début du XXe siècle, un important legs du député et philanthrope François-Philibert Dessaignes permet au nouveau directeur, le docteur Gabriel Doutrebente (1844-1911), d'agrandir encore l'asile départemental de Loir-et-Cher. Il lui adjoint alors trois nouveaux bâtiments, destinés à « recueillir, soigner et rééduquer dans la mesure du possible les épileptiques, les idiots et les incurables ». Inauguré en 1907, l'hospice Dessaignes, qui abrite aujourd'hui les locaux du lycée du même nom, accueille nombre de vieillards gâteux et indigents. 
Au début du XXe siècle, l'asile départemental jouit d'une excellente réputation. D'après La Revue médicale de l'Est, il obtient ainsi un taux de rémission de plus de 50%, quand la moyenne nationale atteint à peine les 5,2%.
Vers 1910, le docteur Joseph Ramadier acquiert de nouveaux domaines agricoles destinés à agrandir la « ferme départementale » et, du même coup, à fournir une occupation aux malades mentaux habitant l'institution. Fort de cette nouvelle acquisition, l'asile départemental occupe plus de 70 hectares de terrains, ce qui en fait une véritable « cité des fous » située au nord-est de Blois. À la veille de la Seconde Guerre mondiale, l'institution héberge ainsi 1 100 malades et emploie pas moins de 400 personnes (infirmiers mais aussi ouvriers agricoles),.

### Désaffectation et reconversion
En 1940, au moment de l'invasion allemande, les autorités françaises donnent l'ordre d'évacuer l'asile départemental,. Cependant, l'établissement reprend son fonctionnement un mois après la signature de l'armistice avec le Troisième Reich. Sous l'Occupation, le Dr Pierre Schützenberger (1938-1943) dissimule du matériel médical aux Allemands, ce qui lui vaut d'être incarcéré plusieurs semaines dans une prison militaire entre décembre 1942 et janvier 1943. Finalement, l'asile départemental est désaffecté sur ordre des autorités d'occupation, et avec l'accord tacite de la ville de Blois, durement touchée par les bombardements de 1940. Les 561 malades qui y étaient encore internés sont alors transférés dans des institutions du centre et du sud-ouest de la France tandis que le personnel est définitivement licencié le 1er octobre.
Après la Seconde Guerre mondiale, l'immense domaine de l'asile départemental est profondément remanié. La « ferme départementale » laisse bientôt place à une nouvelle zone résidentielle, le quartier des Provinces, tandis que certaines allées du parc sont transformées en rues (l'avenue du maréchal-Leclerc et la rue d'Auvergne). L'hospice Lunier et ses jardins accueillent le lycée international Robert-Badinter (alors réservé aux garçons) et l'hospice Dessaignes devient le lycée du même nom (alors réservé aux filles). L'asile proprement dit est, quant à lui, transformé en centre administratif départemental. La buanderie de l'institution (située dans l'actuelle rue d'Auvergne) est transformée en restaurant administratif, la cuisine centrale (située rue Louis-Bodin) abrite le laboratoire départemental et les bâtiments de la ferme (situés le long de la rue du Limousin) accueillent divers services sociaux du département,.

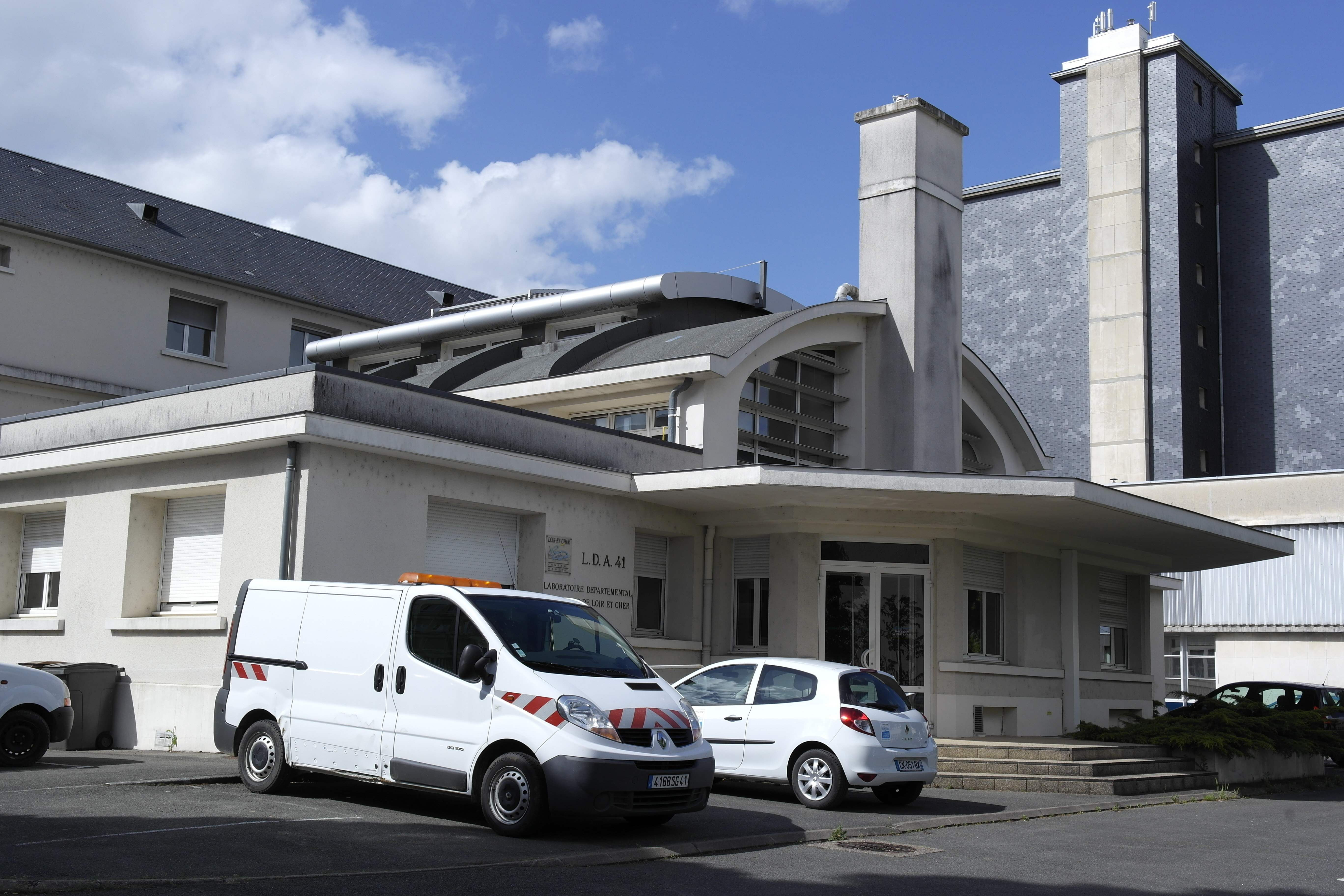
L'actuel laboratoire départemental abritait la cuisine centrale de l'asile.
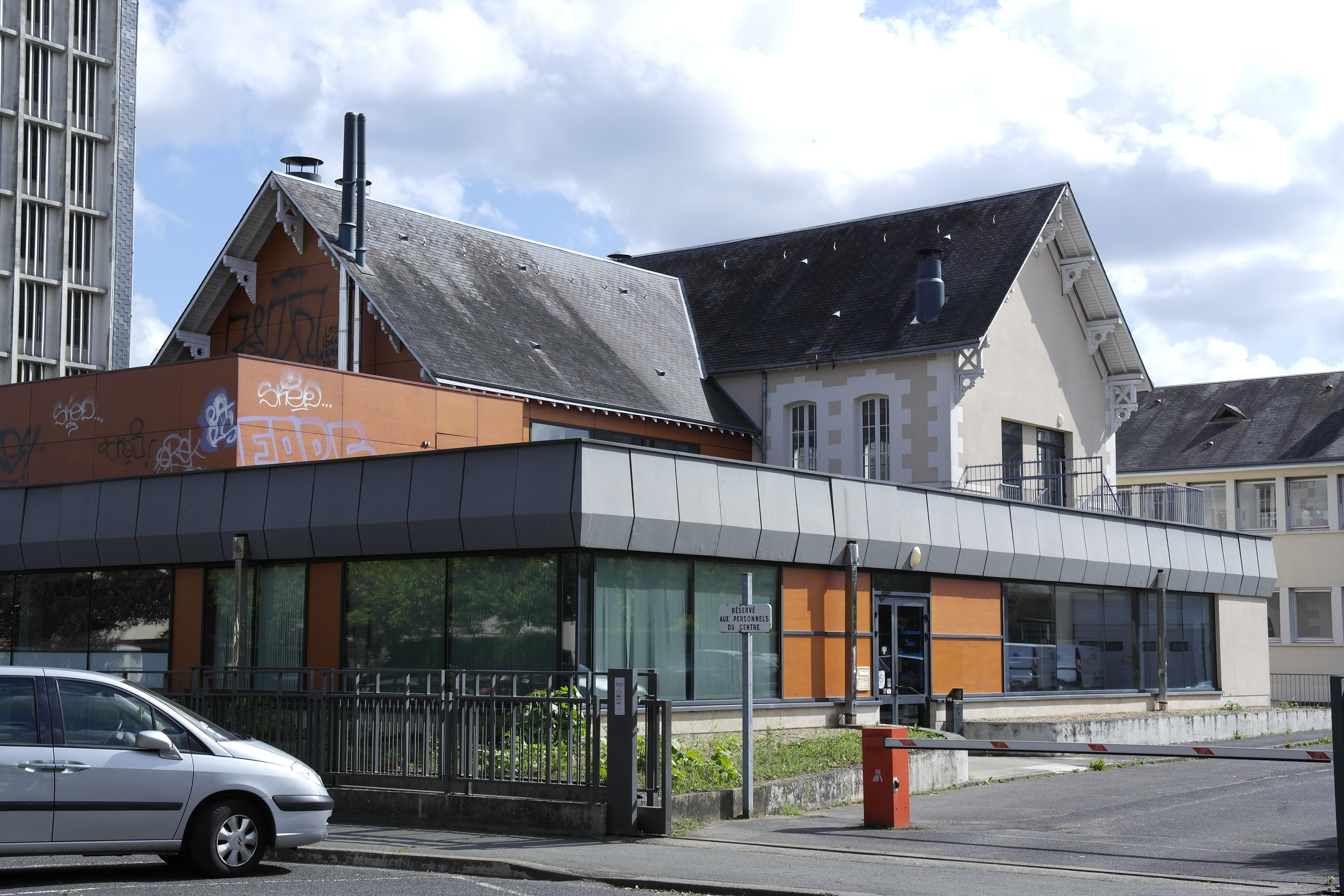
L'actuel restaurant administratif abritait la buanderie de l'asile.
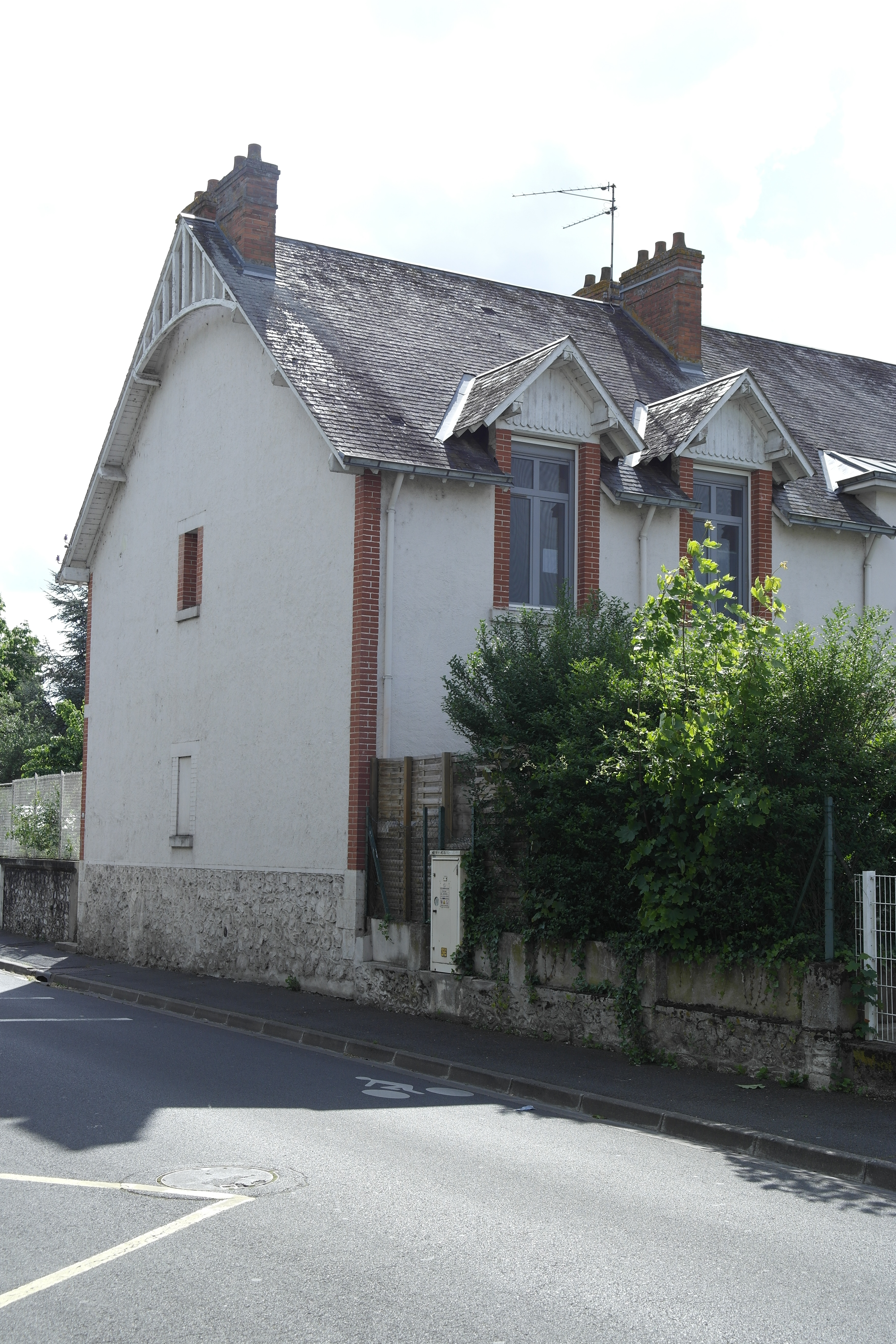
Ancien bâtiment lié à la ferme départementale.

## Personnalités liées à l'institution

### Directeurs de l'asile départemental
- Dr Ernest Billod (1846-1858) ;
- Dr Jules Lunier (1858-1880) ;
- Dr Gabriel Doutrebente (1880-1906) ;
- Dr Joseph Ramadier (1906-1920)[N 1] ;
- Dr Maurice Olivier (1920-1938)[N 2] ;
- Dr Pierre Schützenberger (1938-1943)[N 3].

### Autre membre du personnel hospitalier
- Dr Paul-Max Simon (1837-1889)[19] ;
- Dr Henri Sterne (1893-1948)[20].

### Patients célèbres
- Blanche Monnier (1849-1913), dite « la Séquestrée de Poitiers »[21] ;
- Ambroise Langlais (1866-1943), dit « Champalu », célèbre vagabond du Vendômois[22],[23] ;
- Louis Lehmann, meurtrier coupable d'un double assassinat en 1898[24].

### Thèse sur l'asile psychiatrique
- Michel Preel, Histoire de la psychiatrie publique à Blois jusqu'en 1943 [thèse de médecine], Paris XII Créteil, 1984.

### Histoire et architecture de l'hospice
- Annie Cosperec, « L'Actuel Lycée Augustin-Thierry : le prieuré et la villa Saint-Lazare, l'hospice Lunier », Mélanges offerts à Claude Leymarios, C.D.P.A. 41,‎ 1997, p. 71-77.
- Bruno Guignard, « Aliénés », Blois de A à Z, Éditions Alan Sutton,‎ 2007, p. 7-12 (ISBN 2849106216).
- Bruno Guignard, « Le centre administratif », dans Christian Nicolas et Bruno Guignard, Blois, la ville en ses quartiers, t. 1, Éditions des Amis du Vieux Blois, 2011 (ISBN 978-2-9540052-0-1), p. 106.

### Personnels et patients célèbres de l'hospice
- Pascal Audoux, « « La recluse de Poitiers », une vie enfermée à Blois », dans Les Mystères du Loir-et-Cher, Editions de Borée, 2015 (ISBN 281291095X), p. 318-337.
- Raymond Dreulle, « Un pittoresque personnage du Vendômois : Champalu », Bulletin de la Société archéologique, scientifique et littéraire du Vendômois,‎ 1986, p. 102-103 (lire en ligne).
- Pierre Duchemin, « Une famille d'aliénistes tourangeaux au XIXe siècle : les docteurs Baillarger, Lunier et Doutrebente », Bulletin de la Société Archéologique de Touraine, vol. XLV,‎ 1997, p. 229-238 (lire en ligne).
- Denis Tiberghien, « Pierre Schützenberger (1888-1973) : un aliéniste, expert dans l’affaire des sœurs Papin (Partie II) », Annales médico-psychologiques, vol. 176, no 3,‎ mars 2018, p. 310-323 (lire en ligne, consulté le 19 août 2018).

### Sur Blois et le Loir-et-Cher
- Annie Cosperec, Blois, la forme d'une ville, Paris, L'Inventaire-Cahiers du patrimoine / Imprimerie nationale, 1994, 406 p. (ISBN 978-2-11-081322-0, BNF 35696146).
- Yves Denis, Histoire de Blois et de sa région, Privat, 1988. (ASIN B007X19URS)
- Pascal Nourrisson, Blois : Le dictionnaire des noms de rues, Chambray-lès-Tours, C.L.D. éditions, 2005, 239 p. (ISBN 978-2-85443-433-0, BNF 39074365).

## Documentaire
- Victor Auger, Thérésa Bahonda, Audrey Jeverdan, Louise Prévot, Émilie Ruiz, Leslie Thiercelin, Claire Vieville, Cément Vriet et Brigitte Génard-Kalvarisky, Rencontres silencieuses, Centre images, 2010-2011.